# Nicolaus Tideman
T. Nicolaus Tideman (* 11. August 1943 in Chicago, Illinois) ist Professor für Wirtschaftswissenschaft an der Virginia Polytechnic Institute and State University. Er schloss Wirtschaftswissenschaft und Mathematik am Reed College in 1965 mit dem Bachelor ab und erwarb seinen Doktor in Wirtschaftswissenschaften an der University of Chicago im Jahr 1969. Tideman war ein Assistenzprofessor für Wirtschaftswissenschaften an der Harvard University von 1969 bis 1973. Von 1970 bis 1971 war er im wirtschaftlichen Beratungsstab des US-amerikanischen Präsidenten. Er war seit 1973 Dozent an der Virginia Tech, mit verschiedenen Gastdozenturen an der Harvard Kennedy School of Government (1979–1980), der University of Buckingham (1985–1986) und dem American Institute for Economic Research (1999–2000).

## Forschung
Zu Tidemans akademischen Interessen zählen die Besteuerung von Grund und Boden, Wahltheorie und Politische Philosophie. Die Wahlsysteme Ranked Pairs und CPO-STV gehen auf ihn zurück. Die hauptsächliche Errungenschaft ist ein Kriterium das eine Wahlmethode unabhängig von Klonen macht. Er ist Mitglied des Earth Rights Institute. Sein Buch kollektive Entscheidungen und Voting: das Potenzial für Public Choice wurde im November 2006 von Ashgate Publishing veröffentlicht.
Ein Beispiel für Klone ist die Abstimmung zur Benennung des kanadischen Thunder Bay. Die Bevölkerung favorisierte Lakehead, 3 Vorschläge standen zur Abstimmung. „Thunder Bay“ erhielt 15.870, „Lakehead“ 15.302, und „The Lakehead“ 8.377 Stimmen, also war der Gewinner Thunder Bay.